# Диван аль-Муфрад
Диван аль-Муфрад — специальное финансовое ведомство, созданное в 1386 году мамлюкским султаном аль-Маликом аз-Захиром Баркуком (1382—1399) для обеспечения финансирования его мамлюкских войск. Ведомство получало доходы от специально переданных ему в управление икта.

## Предпосылки и учреждение ведомства
После продолжительного периода борьбы за трон Мамлюкского султаната к власти пришёл эмир Баркук, который в 1378 году занял должность атабека аль-асакира (главнокомандующего войсками) и получил ранг амир аль-кабир («Великий эмир»). Баркук сосредоточил в своих руках власть в государстве, административная система которого была разрушена длительной междоусобной войной, а правительственные финансы пребывали в затянувшемся кризисе, начавшемся после смерти султана ан-Насира Мухаммада в 1341 году. Хроническое превышение расходов государственной казны над её доходами, с которым не могли справиться часто сменявшиеся мамлюкские визири, являлось одновременно причиной и следствием нестабильности режимов мамлюкских султанов. Помимо увеличения обычных расходов на армию и содержание двора серьёзное давление на бюджет оказывали щедрые специальные выплаты (нафака), которые часто сменявшиеся на престоле султаны вынуждены были совершать в пользу своих мамлюков для обеспечения их поддержки в период политической борьбы. Всё это происходило на фоне общего упадка экономики, вызванного пандемией чумы, разразившейся на территории Мамлюкского султаната в 1348–1349 годах и получившей название «Великое истребление» (аль-фана аль-кабир). Чума, повторявшаяся затем каждые два-три года, в течение нескольких десятилетий привела к резкому сокращению населения сельских районов, спаду сельскохозяйственного производства и расширению пустошей, а междоусобная политическая борьба лишь ускорила обнищание сельских районов Египта и Сирии — правительство и частные держатели икта (иктадары) пренебрегали необходимой обработкой земель, требовали с крестьян уплаты всё больших налогов и не обеспечивали должную защиту территорий от грабительских набегов бедуинских племён.
Однако непосредственной причиной падения доходов государственной казны было резкое уменьшения объёма государственных земель, от владения которыми в казну поступал харадж (земельный налог). Сокращение налогооблагаемых государственных земель произошло по причине того, что в период политической нестабильности большой их объём был выкуплен могущественными мамлюкскими эмирами по заниженным ценам (а зачастую и за бесценок) либо передан в вакфы для содержания религиозных учреждений или потомков мамлюкских султанов и эмиров и по этой причине освобождён от налогообложения. Придя к власти, Баркук начал предпринимать меры к возврату неправомерно отчуждённых у государства земель. Согласно аль-Макризи, 5 апреля 1379 года Великий эмир Баркук и эмир  Барака созвали четырёх великих кади Каира и ученых шейхов для обсуждения с ними вопроса допустимости отмены вакфных земель, выделенных для мечетей, медресе и суфийских монастырей, для потомков султанов, эмиров и других, а также для благочестивых ризков, они хотели выяснить, была ли законной продажа облагаемых хараджем египетских и сирийских земель из государственной казны. По словам аль-Макризи, «были представлены документы, касающиеся египетских и сирийских земель, которые были переданы в вакф или стали частными — сумма [убытков] ежегодно составляла огромную сумму денег. Когда их зачитали эмирам и ученым, присутствовавшим [на том совещании], эмир Баркук заявил: «Это то, что ослабило армию мусульман»». Решение этого вопроса, однако, потребовало времени и быстро справиться с финансовым кризисом Баркуку не удалось. 7 мая 1381 года, признав свою неспособность восстановить государственные финансы, подал в отставку визирь Шамс ад-Дин Абу-ль-Фарадж аль-Макси, а затем категорически отверг предложение Баркука вернуться на пост. 26 ноября 1382 года Баркук сверг султана ас-Салиха Хаджжи и сам занял мамлюкский престол. В марте следующего года он назначил Шамс ад-Дина ибн Катиб Арлана визирем, поставив перед ним задачу восстановить финансовую стабильность государства.
Успешная деятельность визиря Ибн Катиба Арлана по возвращению утраченных земель и восстановлению государственные финансов была прервана его смертью в 1387 году, а временное свержение Баркука в результате мятежа эмира Минташа в 1389 году свело на нет приложенные усилия по восстановлению системы государственного землевладения. Вернув себе власть в следующем году, Баркук назначил нескольких чиновников, ранее занимавших пост визиря, в состав Дивана аль-Визара (ведомства визиря), поставив перед ними задачу «восстановить состояние государственной земли до того состояния, что было в годы Ибн Катиба Арлана». Однако уже в следующем году большинство из них были уволены, вероятно, не справившись с поставленной задачей. Основными противниками возвращения государству земель, перешедших в вакфы, были улемы, сопротивление которых окончательно преодолеть так и не удалось.
Параллельно с этим Баркук работал над созданием более эффективного механизма государственного финансирования собственных мамлюкских войск, результатом чего и стало учреждение нового специального правительственного ведомства, получившего название Диван аль-Муфрад. Сохранившиеся источники так описывают функции этого дивана: это было независимое финансовое ведомство, отвечающее за обеспечение выплат султанским мамлюкам ежемесячного вознаграждения (джамакия), надбавок на одежду, фураж и другие припасы, имеющее определенные земли отдельно от земель государственной казны в качестве собственного источника доходов. По утверждению аль-Калкашанди, подобное ведомство существовало ещё при Фатимидах, а Баркук лишь восстановил его. Диван был передан под руководство устадара ас-султана (устадара или главного мажордома султана), которому подчинялись назир (заместитель руководителя дивана), писцы (куттаб), нотариусы (шухуд) и другие. Точная дата создания этого ведомства в источниках не указана, однако из них следует, что после своего вступления на престол Баркук передал во владение Дивана аль-Муфрад своё право икта на  земли, которые он когда то получил с рангом «эмира сотни» (амир миа). Став султаном, Баркук назначил своего личного устадара Бахадура аль-Манджаки (ум. в 1388 году) на должность устадара ас-султана, поручив ему управление финансами султана, а следовательно и руководство Диваном аль-Муфрад. Первое письменное упоминание об этом диване, однако, относится к месяцу зу-ль-када 788 года Хиджры (ноябрь 1386 года), когда Саад ад-Дин Наср Аллах ибн аль-Бакари, один из частных управляющих финансовыми делами Баркука до его вступления на трон, был назначен назиром Дивана аль-Муфрад, «недавно созданного султаном». Таким образом, представляется разумным предположить, что этот диван был официально учрежден именно в это время. После смерти несовершеннолетнего сына Баркука, Мухаммада, в 1395 году его икта, управлявшаяся устадаром султана, была также передана во владение Дивана аль-Муфрад.

## Развитие
Основной целью, которую преследовал Баркук при учреждении Дивана аль-Муфрад стало обеспечение бесперебойного финансирования набранных и обученных лично им мамлюков, составлявших личную гвардию султана (муштарават). В период политического хаоса, предшествовавшего приходу Баркука к власти, султанские мамлюками фактически вышли из под контроля монарха и даже гвардейцы муштарават часто участвовали в восстаниях эмиров против султана, требуя денег. Заняв престол, Баркук изгнал мамлюков предыдущих султанов и заменил их своими, купленными на собственные средства рабами, доведя численность муштарават до 5 000 человек. Осознавая неустойчивость государственных финансов, султан создал систему, позволявшую получать постоянные целевые доходы, предназначенные для содержания и снабжения   его личной гвардии, что, в свою очередь, позволило Баркуку сохранить власть, в отличие от его предшественников. Диван аль-Муфрад был организационно и финансово независим от традиционной финансовой системы Мамлюкского султаната (основными органами которой были Диван аль-Визара и Диван аль-Хасс), что позволило ему избежать прямых последствий финансовых затруднений правительства, однако это также указывало на то, что Баркуку всё же не удалось справиться фундаментальными проблемами, лежавшими в основе затяжного кризиса государственных финансов и учреждение специального финансового органа стало вынужденной и чрезвычайной мерой.
При сыне и наследнике Баркука, султане ан-Насире Фарадже (1399—1412), в стране вновь разразилась междоусобная война, во время которой политическую и финансовую власть в султанате фактически возглавляли устадары султана Ялбуга ас-Салими (ум. 1409), затем Джамал ад-Дин Юсуф (ум. 1409). Каждый из них имел ранг «эмира сотни», управлял государственными финансами в должности мушира ад-даула («государственного советника»), а иногда одновременно занимал и пост визиря. Диван аль-Муфрад находился в их непосредственном подчинении как устадаров султана, важность самой должности устадара ас-султана значительно возросла, а численность сотрудников дивана существенно увеличилась. Напротив, ведомство визиря (Диван аль-Визара), которое ранее играло решающую роль в управлении финансами султаната, к тому времени фактически потерял былое значение. В это же время происходило распределение казённых земель Египта между финансовыми ведомствами султаната, в ходе которого Диван аль-Визара и Диван аль-Хасс получили лишь небольшую часть от общего количества земель, а Диван аль-Муфрад приобрёл бо́льшую их часть и, кроме того, получил некоторые сельскохозяйственные угодья в Сирии. Таким образом, Диван аль-Муфрад превратился в главное ведомство местной египетской администрации, а устадар ас-султан во времена правления ан-Насира Фараджа стал одновременно занимать должность вице-султана Нижнего Египта (наиб аль-Ваджх аль-Бахри), а при султане аль-Ашрафе Барсбее (1422—1438) — также должность вице-султана Верхнего Египта (наиб аль-Ваджх аль-Кибли). Устадар султана самостоятельно назначал и увольнял местных губернаторов и инспекторов (вали и кашифов) и часто путешествовал по сельским районам Египта, контролируя сбор налогов.